# پاتریک اونیل (هنرپیشه)
پاتریک اونیل (انگلیسی: Patrick O'Neal؛ ۲۶ سپتامبر ۱۹۲۷ – ۹ سپتامبر ۱۹۹۴) یک هنرپیشه اهل ایالات متحده آمریکا بود. وی بین سال‌های ۱۹۵۲ تا ۱۹۹۳ میلادی فعالیت می‌کرد.
از فیلم‌ها یا برنامه‌های تلویزیونی که وی در آن نقش داشته است می‌توان به از تراس و یک دیوانگی خوب اشاره کرد.